# Zhemgang (district)
Zhemgang (alternatieve spelling Shemgang) is een van de dzongkhag (districten) van Bhutan. De hoofdstad van het district is Zhemgang. In 2005 telde het district 18.636 inwoners.
Bumthang · Chukha · Dagana · Gasa · Haa · Lhuntse · Mongar · Paro · Pemagatshel · Punakha · Samdrup Jongkhar · Samtse · Sarpang · Thimphu · Trashigang · Trashiyangste · Trongsa · Tsirang · Wangdue Phodrang · Zhemgang